# Petrophassa
Petrophassa – rodzaj ptaków z podrodziny treronów (Raphinae) w rodzinie gołębiowatych (Columbidae).

## Zasięg występowania
Rodzaj obejmuje gatunki występujące na kontynencie australijskim.

## Morfologia
Długość ciała 28–31 cm; masa ciała 103–160 g.

## Systematyka

### Etymologia
Petrophassa: gr. πετρα petra „skała”; φασσα phassa „gołąb”.

### Podział systematyczny
Do rodzaju należą następujące gatunki:
- Petrophassa rufipennis Collett, 1898 – aborygenek rdzawopióry
- Petrophassa albipennis Gould, 1841 – aborygenek białopióry